# ZOO Gdaňsk-Oliwa
ZOO Gdaňsk-Oliwa (polsky Ogród Zoologiczny Gdańsk-Oliwa nebo Miejski Ogród Zoologiczny Wybrzeża, Gdański Ogród Zoologiczny) je zoologická zahrada, která se nachází v Dolině Leśnego Młyna potoka Rynarzewski v Oliwě – čtvrti města Gdaňsk v Pomořském vojvodství v Polsku. ZOO byla založena v roce 1954 a má rozlohu 123,76 ha, což ji podle plochy činí největší zoologickou zahradou v Polsku.

## Další informace
ZOO Gdaňsk-Oliwa se nachází na hranici jižní části Trojměstského krajinného parku (Trójmiejski Park Krajobrazowy). Součástí ZOO je také expozice plastik dinosaurů a další převážně dětské atrakce. Zahrada je členem prestižní Evropské asociace zoologických zahrad a akvárii.

## Galerie

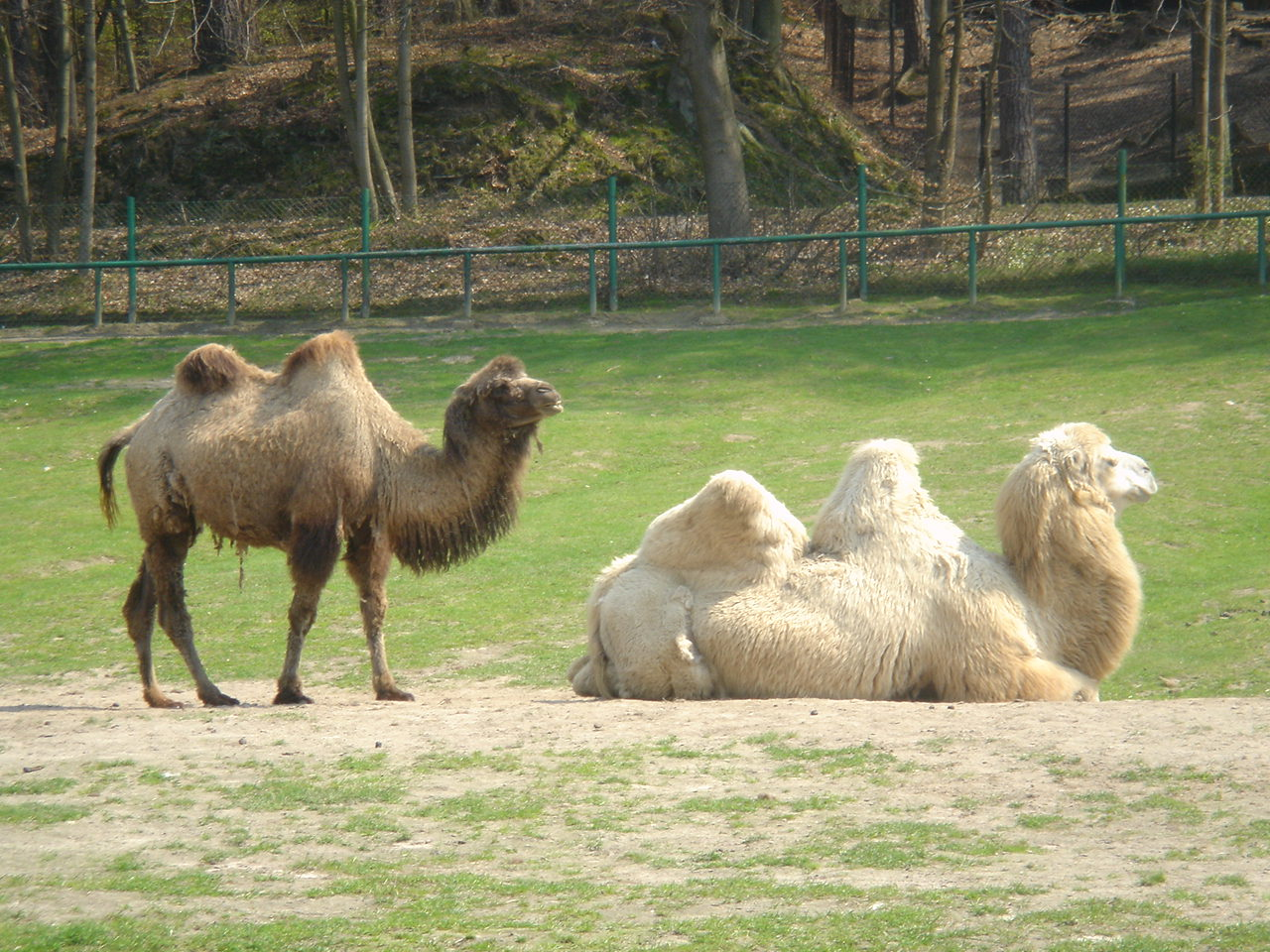
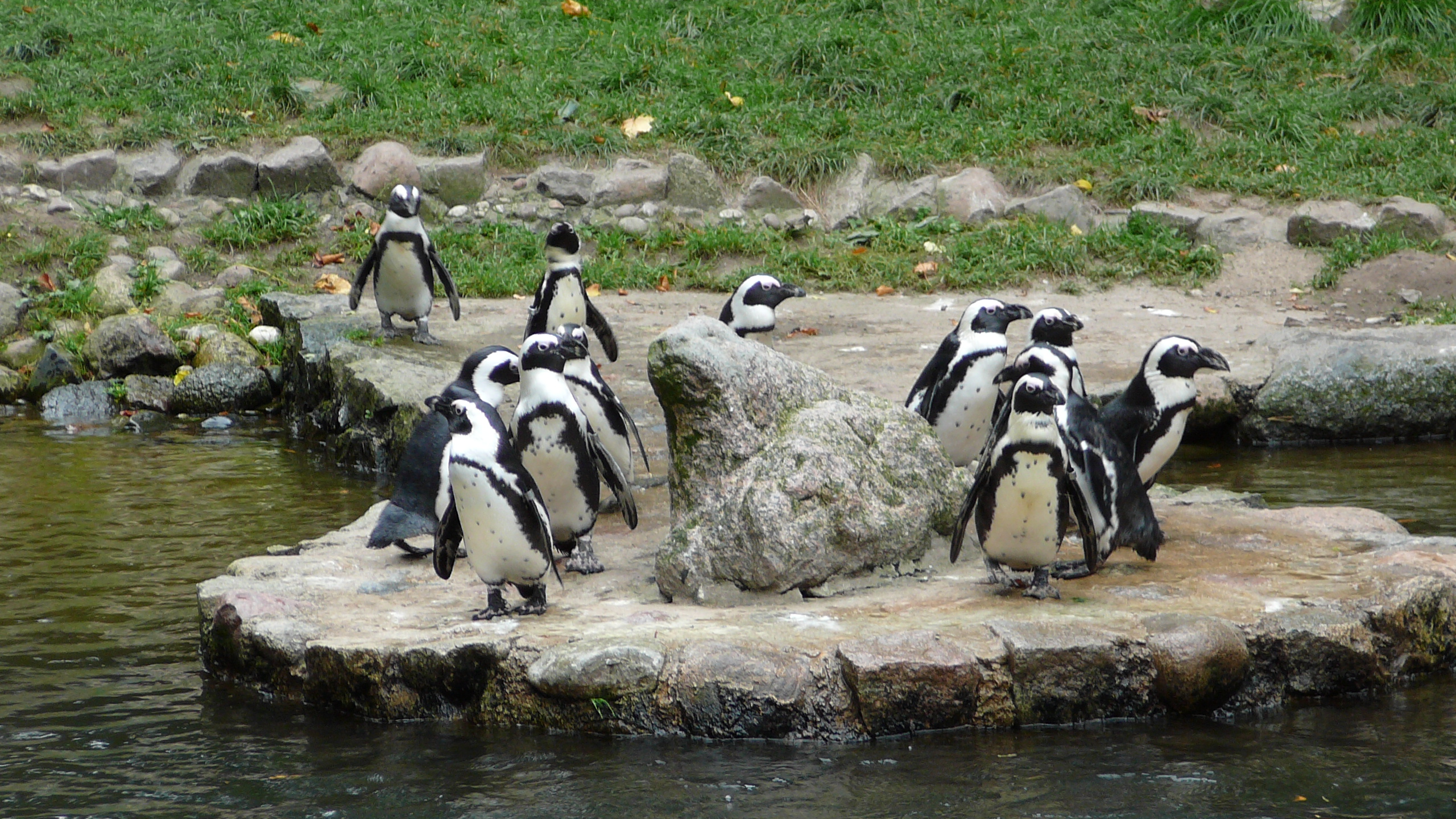
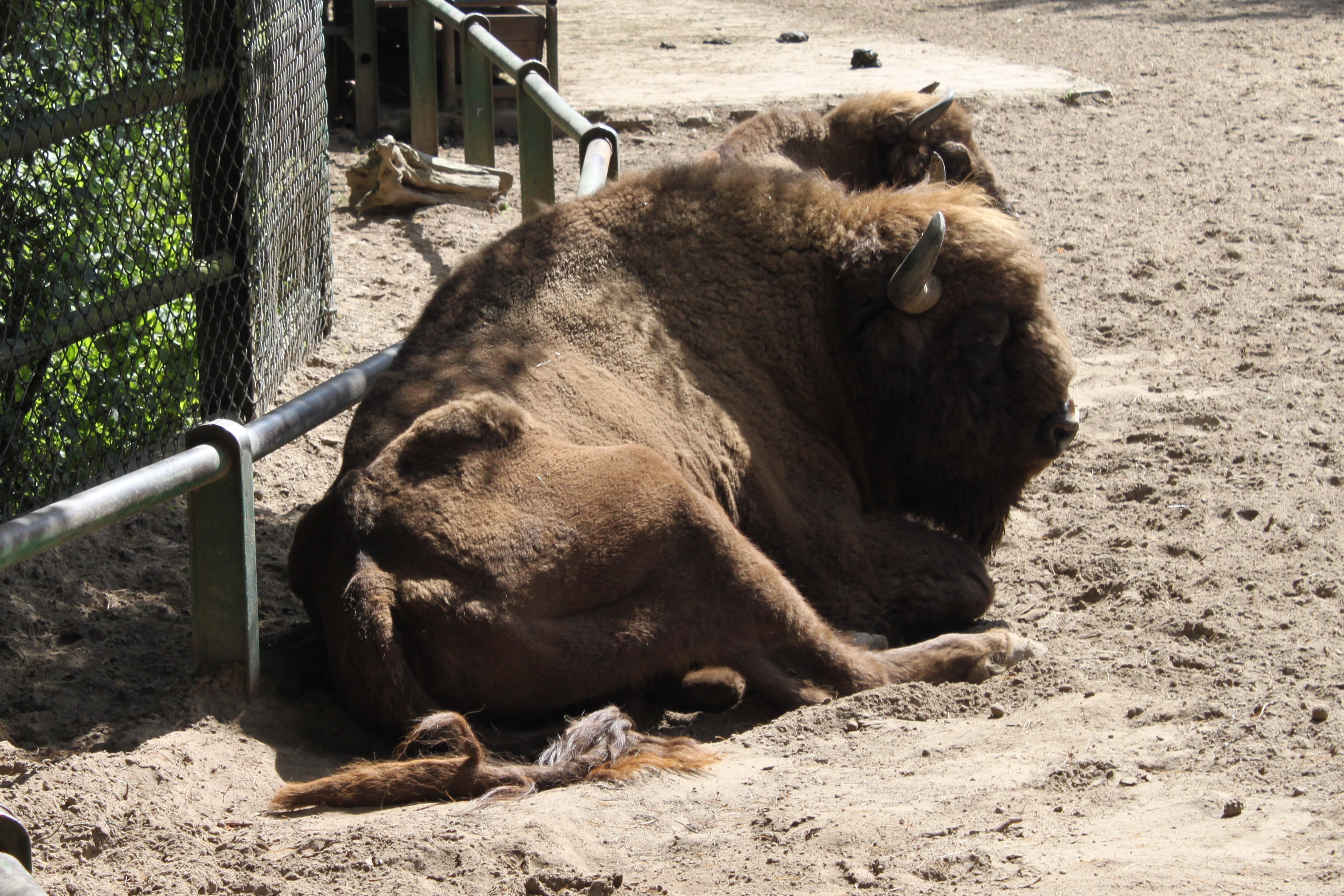
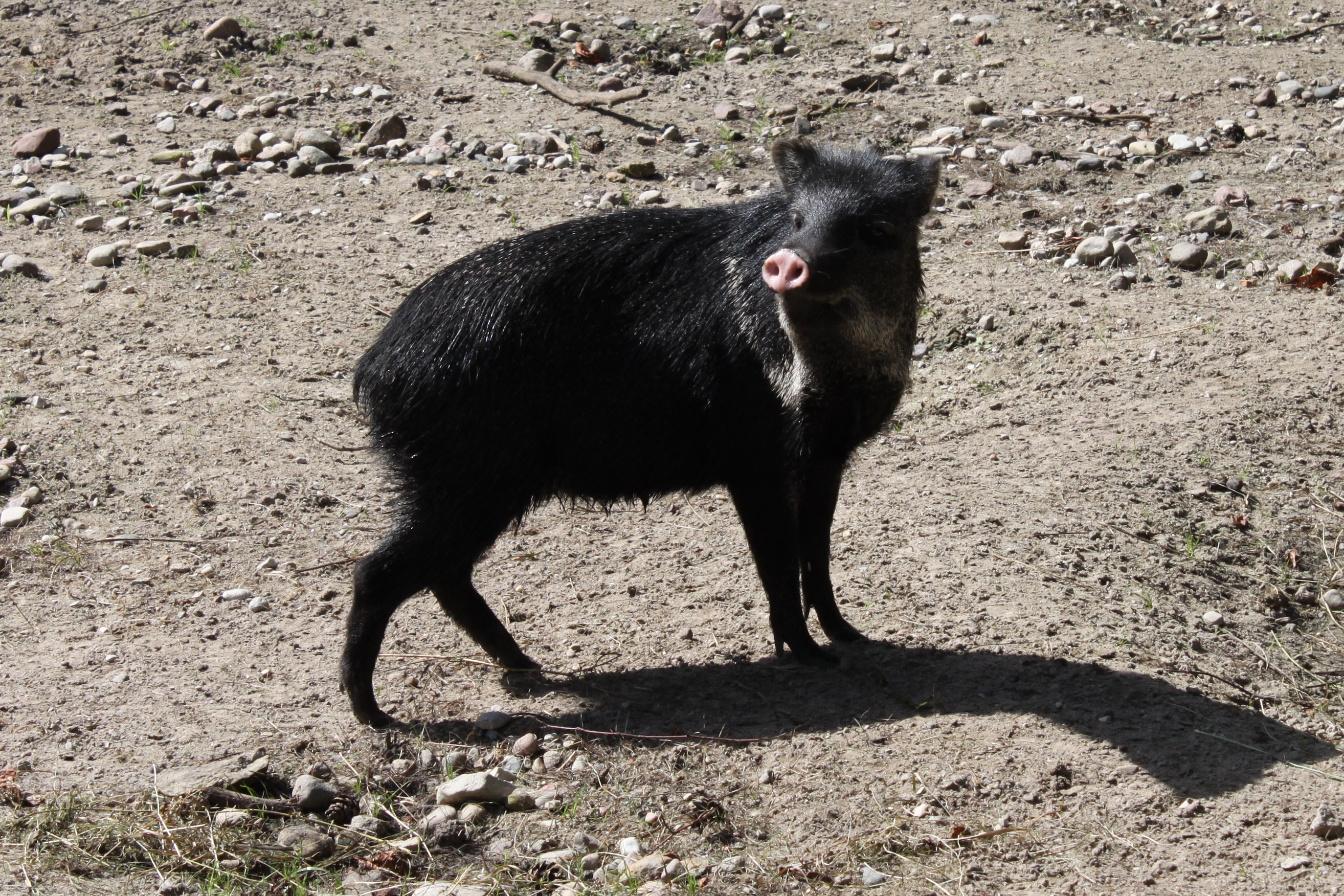
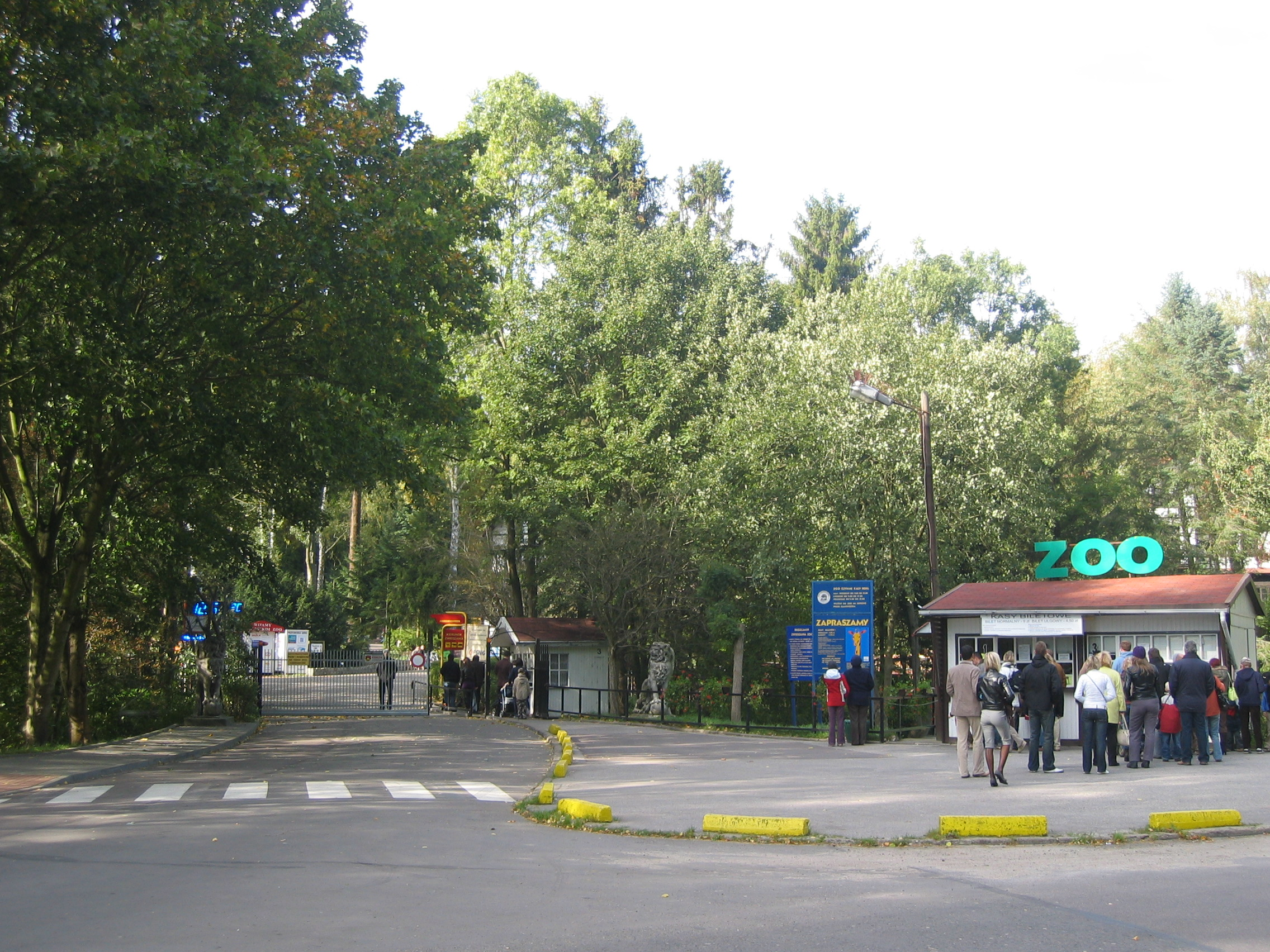
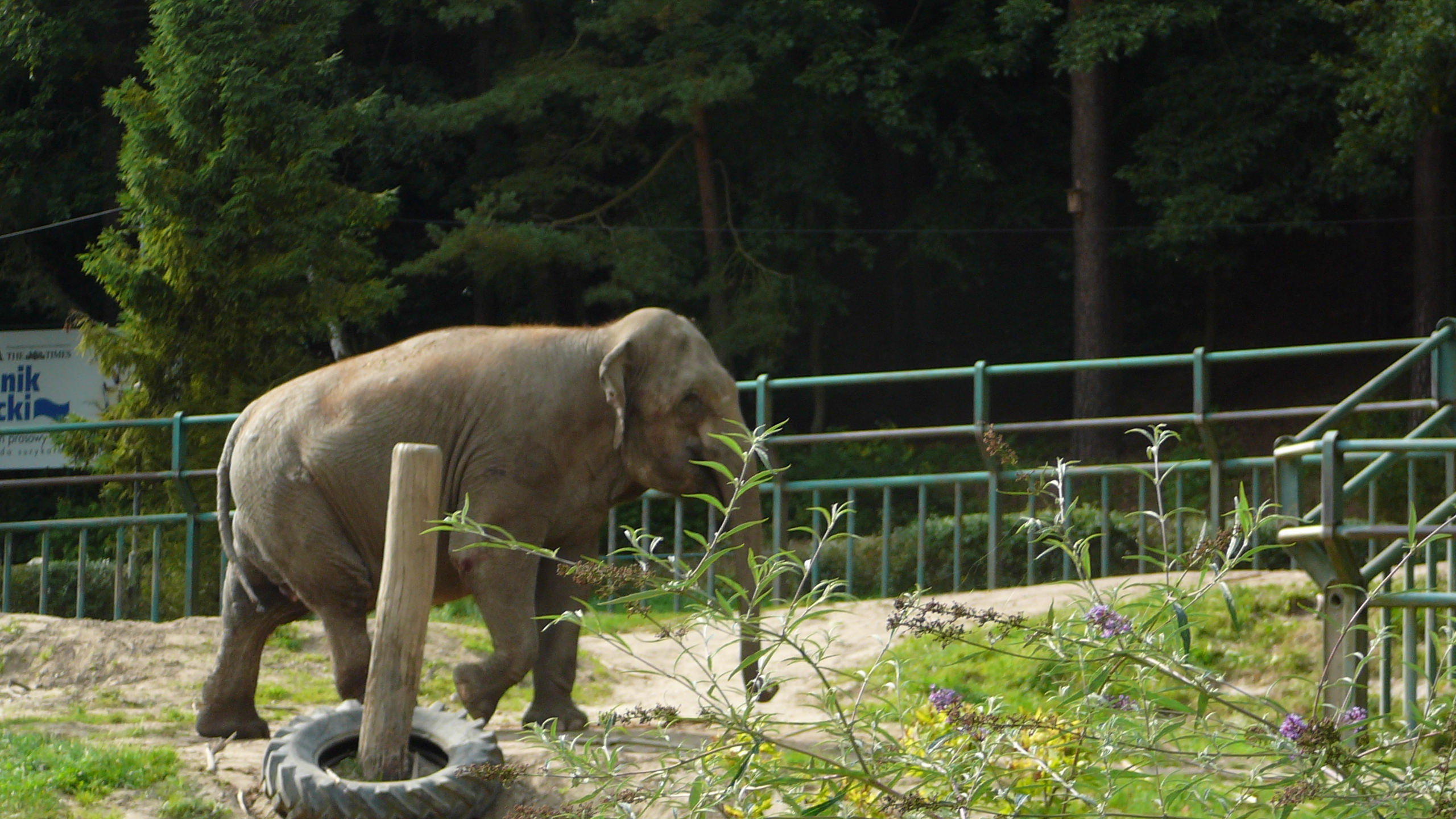
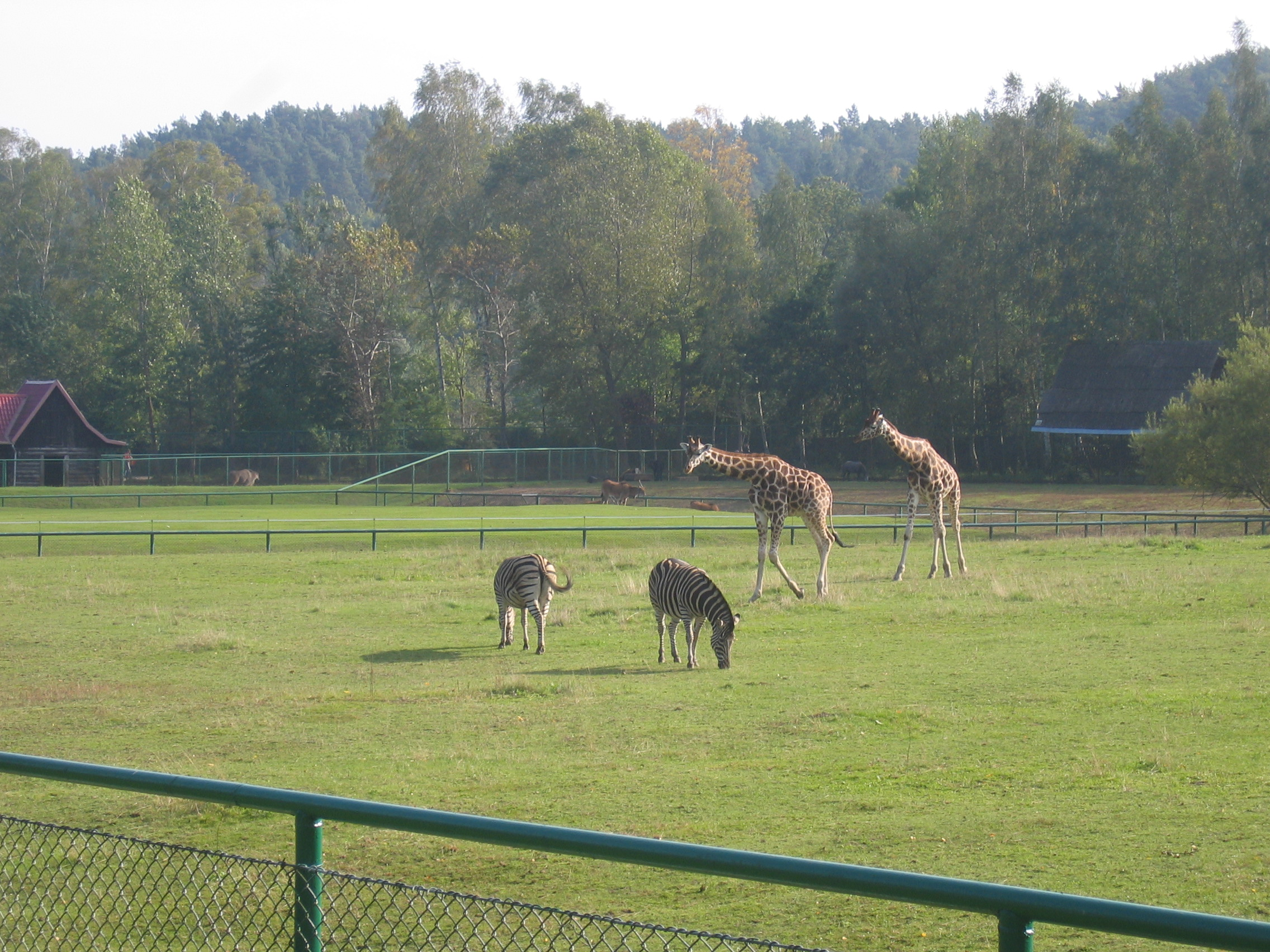
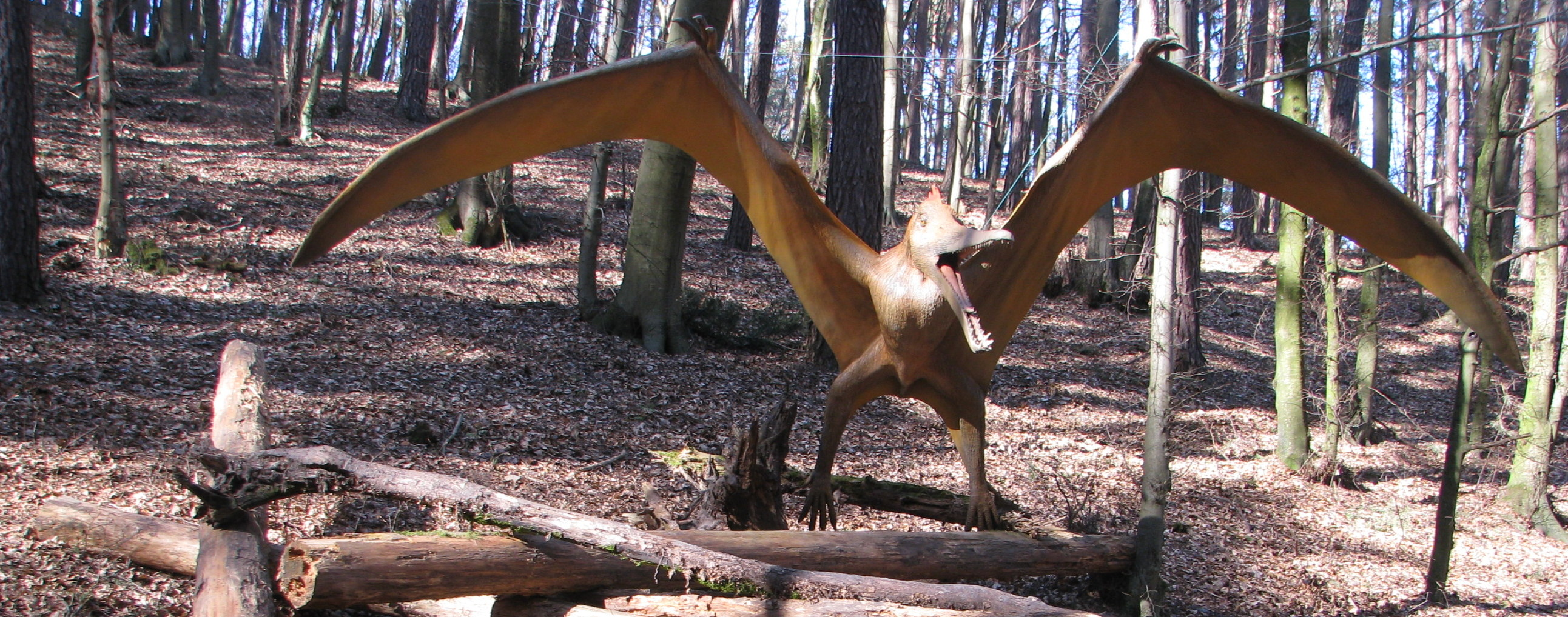
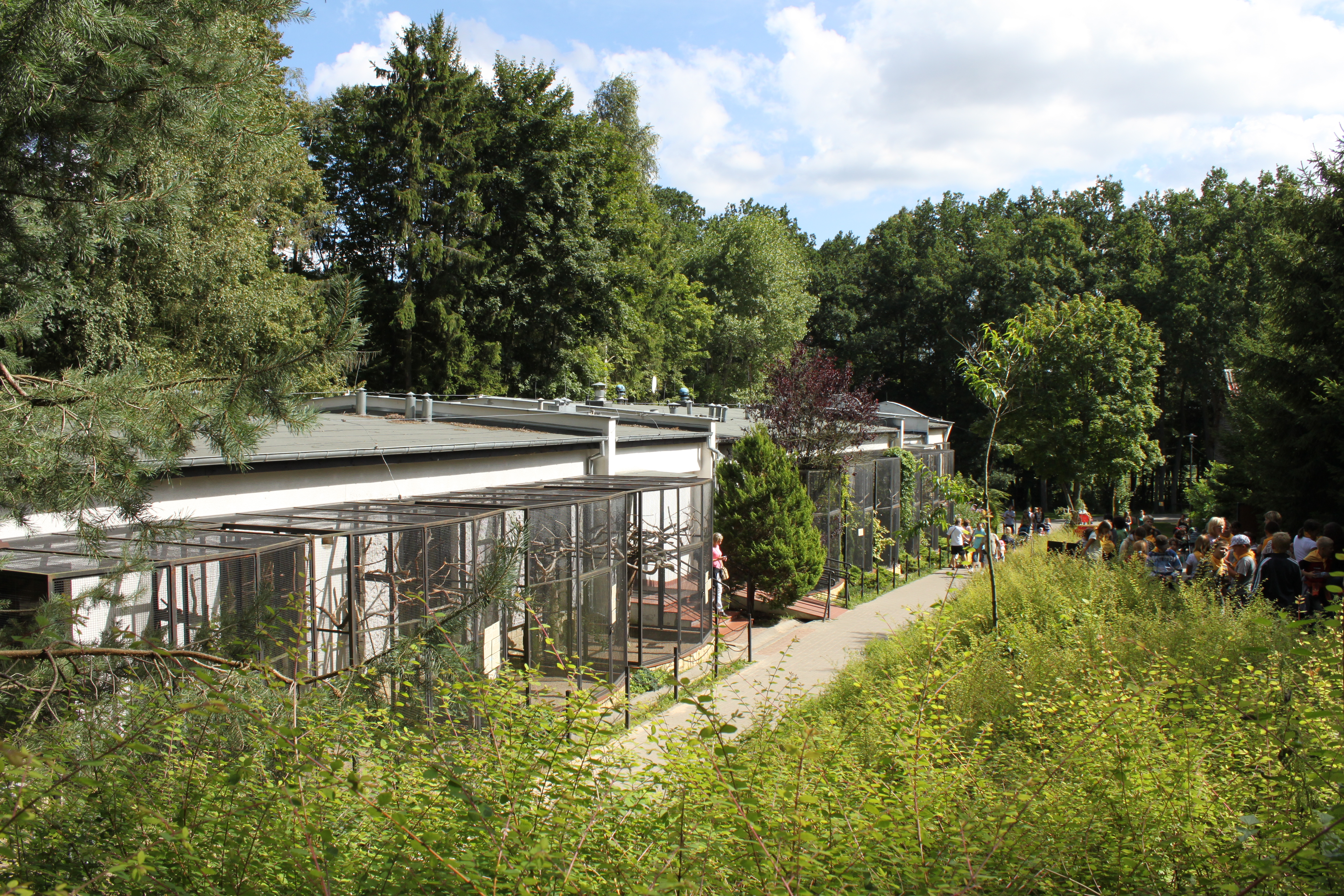